# Трновски Гозд
Трновски Гозд (словен. Trnovski gozd) је планина Динарског планинског ланца која се пружа на његовом крајњем северозападу. Планина се налази у западној Словенији. Градови у подножју планине су: Нова Горица, Идрија, Ајдовшчина.
Највиши врх планине је Мали Голак на 1.495 м надморске висине.
Као и већина планина Динарида и Трновски Гозд се пружа праввцем југоисток - северозапад и има изражене карстне одлике рељефа (увале, вртаче, јаме).
Планина је шумовита и покривена махом буквом и јелом.